# Dominový efekt

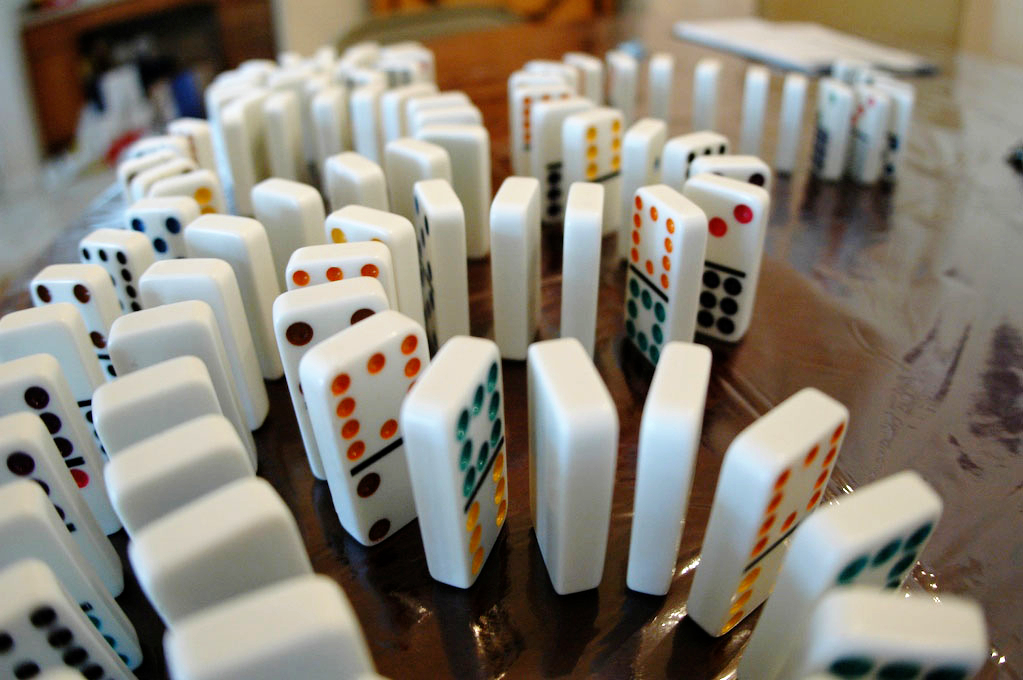
Kostky domina čekající na svůj pád

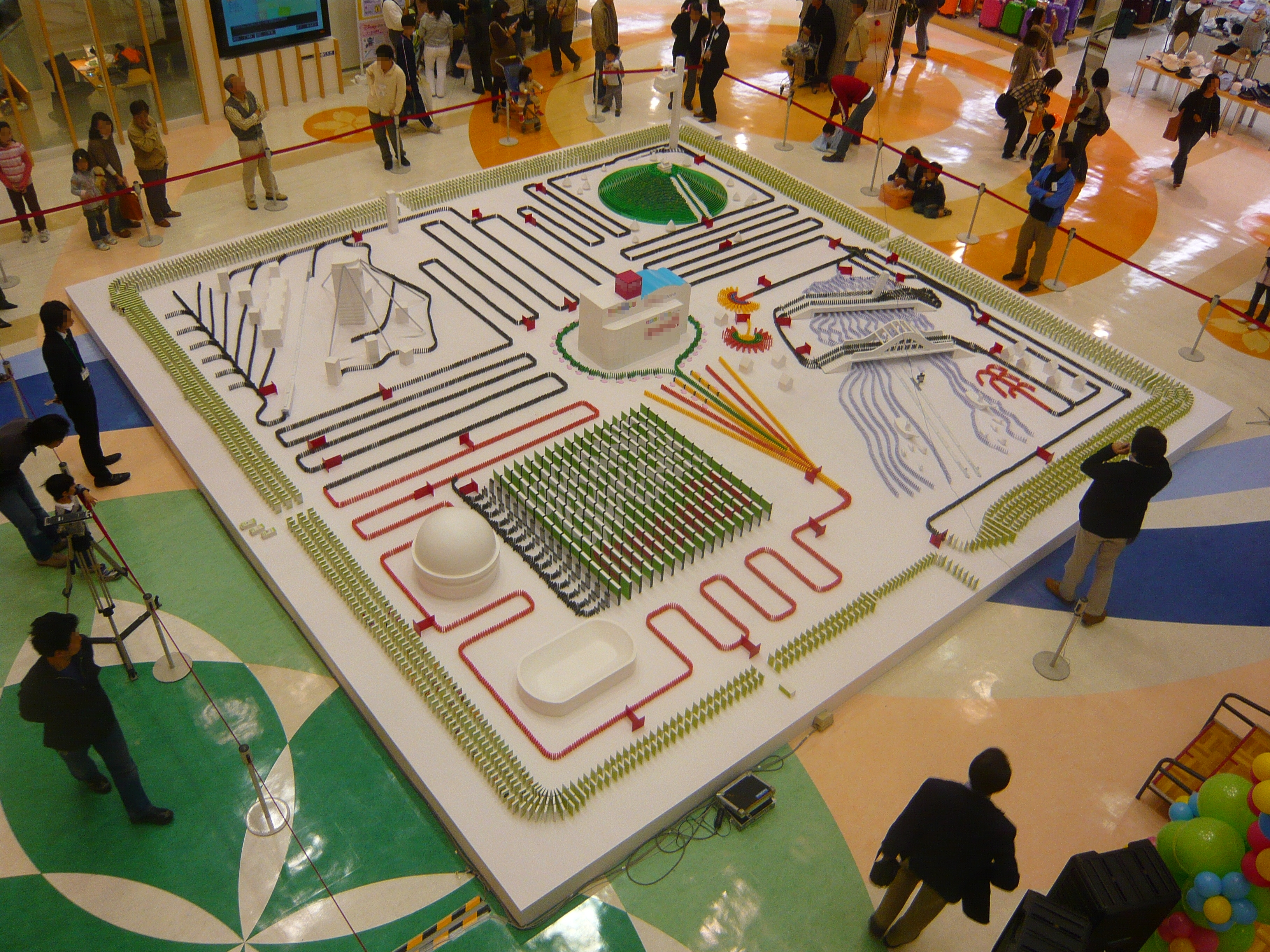
Demonstrace dominového efektu

Dominový efekt je řetězová reakce vzájemně se ovlivňujících příčin a následků. Reakce je spuštěna nějakou malou změnou, která bezprostředně ovlivní jen své nejbližší okolí, ale postupně se stejným způsobem šíří i do vzdálenějších oblastí. Dominový efekt způsobuje, že i malá lokální změna může mít globální následek.
Název ukazuje analogii s řadou padajících dominových kostek. Obvykle označuje sérii souvisejících událostí, kdy časový odstup mezi jednotlivými událostmi je relativně krátký. Výraz může být použit doslovně při pozorování série navazujících událostí nebo jako metafora (finanční krize, ekonomika, politika), když jsou vzájemné vztahy mezi událostmi pouze hypotetické.

## Předpoklady
Z fyzikálního pohledu k tomuto zřetězení uvolnění dílčích energií do laviny může dojít jen při splnění některých předpokladů:
- energie prvotního impulsu je nenulová. Jde o energii vychýlení jedné kostičky z její stabilní polohy, aby se překlopila. (excitace)
- energie uvolněná při přechodu do následující stabilní polohy je vyšší, než v původní stabilní poloze. Dojde tedy k vybití energie, kterou ovšem bylo potřeba nejdříve naakumulovat: Např. postavit kostičku na její méně stabilní stranu.
- vliv energetického přechodu je omezený, v čase a prostoru, následující kostička tedy musí být v dosahu.

Teprve při splnění těchto podmínek vůbec může dojít k tomu, aby energie uvolňovaná jednou kostičkou mohla mít vliv na vychýlení a překlopení další kostičky.

## Následky
Sám průběh a výsledek dominového efektu nemusí být zřejmý:
- Doba trvání dílčích změn v řetězci je nenulová. Běžně se doba celkového běhu řetězce změn uvažuje jako násobek zúčastněných dílčích přechodů.
- Dva různé řetězce se mohou ovlivňovat: v jednom systému může dojít k vícero prvotním impulsům, na různých místech a v různých časech. Výsledné konečné stavy se pak mohou značně lišit, ačkoli třeba prvotní systémy vycházely z identických počátečních stavů.

## Demonstrace efektu
Klasická demonstrace dominového efektu představuje sestavení řetězu postavených dominových kostek. Pak stačí povalit první dominovou kostku. Padající dominová kostka při svém pádu povalí jednu sousední dominovou kostku atd. Takto postupně popadají všechny kostky. Teoreticky takto popadá libovolně dlouhý řetěz dominových kostek. Je to proto, že energie, která je potřebná k povalení sousední kostky je menší, než energie, která vzniká při pádu původní kostky, což je dáno poměrem délek stran dominové kostky a způsobem jejich umístění. Energie potřebná k udržení chodu dominového efektu je vložena do systému v průběhu stavby.

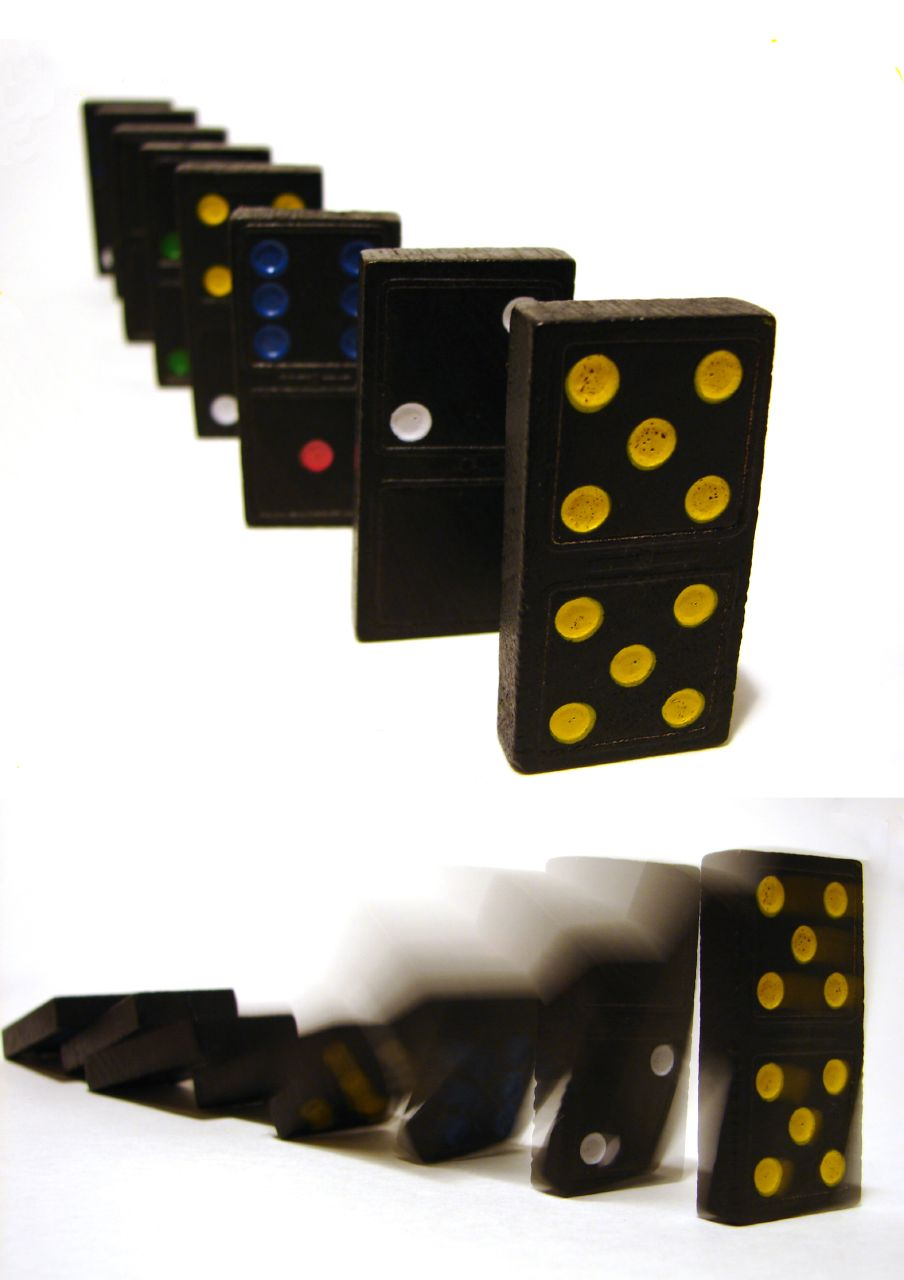
(Nahoře) Stojící domino. (Dole) Padající domino.